# Кокинг, Роберт
Роберт Кокинг (англ. Robert Cocking; 1776—1837) — британский художник и воздухоплаватель.

## Биография
Родился в 1776 году в семье священнослужителя.
Стал профессиональным художником-акварелистом, увлекался наукой. Он видел, как Андре-Жак Гарнерен совершил первый прыжок с парашютом в Англии в 1802 году. Заинтересовался воздухоплаванием и после прочтения книги Джорджа Кейли о воздушной навигации вдохновился разработкой улучшенной конструкции парашюта. Гарнерен использовал парашют в форме зонтика, который во время спуска чрезмерно раскачивался из стороны в сторону. Кейли предположил, что конусообразный («обратный») парашют будет более устойчивым. На основании этого Роберт Кокинг много лет потратил на разработку своего улучшенного варианта парашюта, основанного на дизайне Кейли, который имел форму перевёрнутого конуса 107 футов (32,61 метр) в окружности. Кокинг обратился к Чарльзу Грину и Эдварду Спенсеру (Edward Spencer), владельцам воздушного шара Royal Nassau (ранее назывался Royal Vauxhall), чтобы проверить свое изобретение на деле. Несмотря на то, что Роберту Кокингу на тот момент был 61 год и он не имел опыта в парашютном спорте, владельцы воздушного шара согласились и объявили об этом событии как главной достопримечательности торжественного праздника Grand Day Fete в саду Воксхолл-Гарденз.
24 июля 1837 года парашют Кокинга, раскрашенный художником сада Эдвардом Коксом, в 19:35 завис под поднявшимся на высоту порядка 5000 футов (1500 метров) воздушным шаром. Кокинг хотел подняться на 8000 футов (2440 метров), но вес шара вместе с парашютом не дал возможности достичь этой высоты. Отцепившись от воздушного шара, парашют с находящимся под ним в корзине Кокингом начал удачно спускаться, но затем верхний обод купола смялся и спуск превратился в падение, закончившееся смертью изобретателя, чьё тело было обнаружено в лондонском районе Ли. Причиной крушения было сочетание большого веса парашюта (около 115 кг) и его хрупкой конструкции, в частности слабая строчка, соединяющая ткань с обручами конструкции.
Роберт Кокинг был похоронен недалеко от места своей трагической гибели — в церкви Святой Маргариты рядом с Гринвичской обсерваторией. Его гибель стала первой трагедией в истории парашютизма. Позже испытания, проведённые американским аэронавтом Джоном Уайзом, показали, что конструкция Кокинга эффективна и была бы безопасна, если бы парашют был тщательнее сконструирован. Сравнивая конструкции парашютов Гарнерена и Кокинга, он выяснил, что последние всегда спускаются гораздо более устойчиво. Проблема раскачивания, свойственная парашюту Гарнерена, была позже решена путём введения вентиляционного отверстия в верхней части купола.
После случая с Робертом Кокингом прыжки с парашютом стали непопулярны и ограничивались карнавальными или цирковыми представлениями вплоть до конца XIX века, когда усовершенствования сделали парашют более безопасным.